# Bắc triều (Nhật Bản)
Bắc triều (北朝 hokuchō), còn được gọi là Yêu sách Ashikaga hoặc Yêu sách phương Bắc, là sáu người mong muốn vương vị cho ngai vàng Nhật Bản trong thời kỳ Nanboku-chō (Nam Bắc triều 南北朝) từ năm 1336 đến năm 1392. Hoàng thất Nhật Bản hiện nay là hậu duệ của Thiên hoàng Bắc triều.
Bắc triều còn được gọi là "dòng trưởng" hoặc dòng Trí Minh Viện Thống (持明院統 Jimyōin-tō); Jimyō-in là ngôi đền và dinh thự khi các cựu hoàng Go-Fukakusa và Fushimi thoái vị.

## Bối cảnh
- Kinh đô Bắc triều: Kyoto
- Kinh đô Nam triều: Yoshino.

Hoàng vị trong thời kỳ Nanboku-chō khá gần nhau nhưng được phân chia địa lý. Được gọi là:
- Kinh đô Bắc triều: Kyoto
- Kinh đô Nam triều: Yoshino.

Bắc triều có nguồn gốc hậu Thiên hoàng Go-Saga, trị vì từ năm 1242 đến năm 1246. Go-Saga có hai người con trai lần lượt kế vị, Thiên hoàng Go-Fukakusa và Thiên hoàng Kameyama. Trước khi qua đời năm 1272, Go-Saga nhấn mạnh với con mình thông qua kế hoạch trong tương lai về việc hai dòng anh em sẽ lên ngôi xen kẽ nhau. Kế hoạch này tỏ ra không khả thi, hai chi Daikakuji-tō (大覚寺統 Đại Giác Tự Thống) và chi Jimyōin-tō đối địch với nhau và đưa ra đòi hỏi mỗi khi chi kia lên ngôi.
Mạc phủ Kamakura cuối cùng là người ra quyết định việc lên ngôi sẽ xen kẽ giữa dòng Daikakuji và Jimyōin cứ sau mười năm. Tuy nhiên, Thiên hoàng Go-Daigo đã không tuân thủ thỏa thuận đàm phán này.
Năm 1331, Thiên hoàng Go-Daigo nỗ lực lật đổ Mạc phủ Kamakura, sự việc thất bại, bị lưu đày đến Quần đảo Oki. Mạc phủ đưa Thiên hoàng Kōgon thuộc chi Jimyōin lên ngôi vị.
Năm 1333, Thiên hoàng Go-Daigo dàn dựng Tân chính Kenmu và nổi dậy chống lại Hōjō Mạc phủ Kamakura. Việc nổi dậy thành công, Mạc phủ bị xóa bỏ, mọi quyền lực thuộc về Thiên hoàng Go-Daigo.
Nhưng việc kiểm soát triều đình của Go-Daigo đã dẫn đến sự không hài lòng của tầng lớp samurai. Chinh đông tướng quân Ashikaga Takauji (足利 尊氏 Túc Lợi Tôn Thị) đưa ra vài lời khuyên cho việc cải tổ của Thiên hoàng nhưng không được chấp thuận; đồng thời cho rằng có ý chống đối Thiên hoàng Go-Daigo cho người kiểm soát Takauji.
Năm 1335, nhân cuộc nổi loạn Nakasendai bởi Hōjō Tokiyuki, gia tộc Hōjō muốn lấy lại quyền lực ở Kamakura, Takauji được cử đi đánh dẹp. Takauji đã phất lờ cuộc nổi loạn đồng thời tự giành lấy việc kiểm soát Kamakura. Lấy một vài lý do để tuyên bố mình là shōgun và cấp đất cho một số người theo mình mà triều đình không cho phép. Takauji tuyên bố trung thành với triều đình, nhưng Go-Daigo đã gửi Nitta Yoshisada để đòi lại Kamakura.
Đội quân Yoshisada bị đánh bại, việc này đã dọn đường cho Takauji và Ashikaga Tadayoshi hành quân đến Kyoto. Việc chiếm giữ diễn ra trong vài ngày. Chỉ sau trận chiến Minatogawa, Takauji mới kiểm soát được Kyoto vĩnh viễn. Thiên hoàng Kōmyō  được sự hỗ trợ shōgun Ashikaga lên ngôi vị đóng tại Kyoto đối lập với triều đình Go-Daigo đã lưu vong, thiết lập Bắc triều.
Sau khi thất bại Thiên hoàng Go-Daigo rút về Yoshino, tỉnh Yamato, tuyên bố đòi hoàng vị, thiết lập Nam triều. Đánh dấu thời kỳ Nam Bắc triều.

## Thiên hoàng
Đây là Hokuchō hoặc Thiên hoàng Bắc triều:
- Thiên hoàng Kōgon 1331–1333.[7]
- Thiên hoàng Kōmyō 1336–1348.[8]
- Thiên hoàng Sukō 1348–1351.[9]
- Thiên hoàng Go-Kōgon 1352–1371.[10]
- Thiên hoàng Go-En'yū 1371–1382.[11]
- Thiên hoàng Go-Komatsu 1382–1392 (sau đó là Thiên hoàng thống nhất 1392–1412)[12]

## Bắc triều
Sau khi Bắc triều được thiết lập, năm 1338, Takauji được bổ nhiệm shogun, Kō no Moronao được bổ nhiệm shitsuji (chấp sự).
Ashikaga Takauji là vị shogun được bổ nhiệm chính thức, nhưng không có khả năng cai trị đất nước, trong hơn mười năm Ashikaga Tadayoshi, em trai của Takauji, đã cai trị thay Takauji.
Giữa Tadayoshi và Moronao thường xảy ra xung đột, việc này khiến mối quan hệ giữa hai anh em Ashikaga bất hòa. Năm 1349, Tadayoshi bị Moronao buộc phải rời khỏi triều đình, cạo trọc đầu và trở thành một tu sĩ Phật giáo với cái tên Keishin.
Năm 1350, Tadayoshi đã nổi loạn gia nhập phe Nam triều, còn gọi biến cố Kannō. Thiên hoàng Go-Murakami ở Nam triều đã cử ông làm tướng quân. Năm 1351, Tadayoshi đánh bại lực lượng Takauji, chiếm đóng Kyoto và vào Kamakura. Kō no Moronao và Kō no Moroyasu bị hành quyết tại Mikage (tỉnh Settsu).
Lực lượng Takauji thắng thế, đình chiến giữa hai anh em Ashikaga được đưa ra. Năm 1351, Takauji trở lại với sự trung thành của Nam triêug, buộc Thiên hoàng Sukou phải thoái vị. Điều này được dự định để thống nhất ngôi vị. Tadayoshi bị biệt giam tại tu viện Kamakura Jomyoji, qua đời tại đó (3/1352).
Khi biết tin Tadayoshi qua đời, quân đội Nam triều chiếm lại Kyoto; Nitta Yoshimune chiếm giữ Kamakura. Nam triều đã đưa Thiên hoàng Kōgon, Thiên hoàng Kōmyō, Thiên hoàng Sukō, và Thái tử Tadahito về Nam triều. Sau đó lực lượng Ashikaga chiếm lại Kamakura và Kyoto; Ashikaga Tadafuyu, con nuôi của Tadayoshi, tham gia Nam triều; Yamana Tokiuji tham gia cùng Tadafuyu.
Sau cuộc tấn công Thiên hoàng Go-Kōgon được đưa lên ngôi năm 1352. Năm 1358, Takauji qua đời, Ashikaga Yoshiakira lên làm shogun.
Trong thời kỳ Nam Bắc triều, Kyoto là thành phố chịu nhiều biến động nhất khi lực lượng Nam triều và Bắc triều tranh giành việc kiểm soát ở đây.
Năm 1368, Ashikaga Yoshimitsu lên làm shogun thay cho cha là Yoshiakira qua đời. Trong thời gian này Nam triều suy yếu, Kyoto được Bắc triều chiếm giữ, củng cố, vị trí Thiên hoàng mất đi quyền lực cần có.

## Thống nhất
Năm 1392, Mạc phủ Ashikaga đã thuyết phục Thiên hoàng Go-Kameyama ở Nam triều truyền lại hoàng vị cho Thiên hoàng Go-Komatsu, để trở thành người kế vị với việc lên ngôi xen kẽ giữa hai chi. Go-Kameyama chấp thuận với chủ trương này. Thời kỳ Nam Bắc triều kết thúc.
Chủ trương đã bị Go-Komatsu xóa bỏ. năm 1412, Go-Komatsu thoái vị và truyền ngôi cho con mình là Thiên hoàng Shōkō.
Cho đến năm 1911, các Thiên hoàng Bắc triều được coi là những người hợp pháp, và Nam triều là bất hợp pháp. Tuy nhiên, bây giờ Nam triều được coi là hợp pháp, chủ yếu vì họ giữ tam chủng thần khí thiêng liêng, và do đó, Thiên hoàng Go-Komatsu không được coi là hợp pháp trong 10 năm đầu cầm quyền.